# الست (بلژیک)
شهر الست (به فرانسوی: Aalst) در شهرستان الست در استان فلاندری شرقی در منطقه فلاندری در کشور بلژیک واقع شده‌است.